# Baltic Cup 1938
Baltic Cup 1938 – turniej towarzyski Baltic Cup 1938, odbył się w dniach 3 - 5 września 1938 roku w stolicy Estonii Tallinnie. W turnieju tradycyjnie wzięły udział trzy zespoły: drużyna gospodarzy, Litwy i Łotwy. Był to ostatni turniej przed utratą przez kraje bałtyckie niepodległości.

## Mecze
| 3 września |  | Estonia | 3 | - | 1 | Litwa |

| 4 września |  | Litwa | 1 | - | 1 | Łotwa |

| 5 września |  | Estonia | 1 | - | 1 | Łotwa |

## Końcowa tabela
| M | Reprezentacja | L.m. | Zw. | Rem. | Por. | Bramki | R.br. | Pkt |
| 1 | Estonia       | 2    | 1   | 1    | 0    | 4:2    | +2    | 3   |
| 2 | Łotwa         | 2    | 0   | 2    | 0    | 2:2    | 0     | 2   |
| 3 | Litwa         | 2    | 0   | 1    | 1    | 2:4    | -2    | 1   |

Triumfatorem turnieju Baltic Cup 1938 został zespół Estonii.